# Bạch tuộc võ sĩ
Bạch tuộc võ sĩ, tên khoa học Bathypolypus valdiviae, là một loài bạch tuộc trong họ Octopodidae.

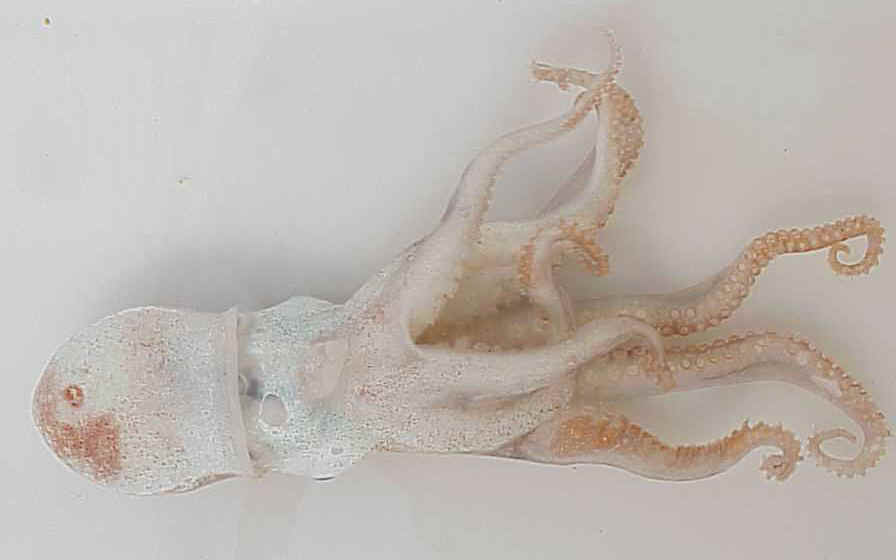